# Erromenus terebrellator
Erromenus terebrellator är en stekelart som beskrevs av Aubert 1969. Erromenus terebrellator ingår i släktet Erromenus och familjen brokparasitsteklar. Inga underarter finns listade i Catalogue of Life.